# I'm So Blessed
 (janvier 2024).
La mise en forme du texte ne suit pas les recommandations de Wikipédia : il faut le « wikifier ».
Les points d'amélioration suivants sont les cas les plus fréquents. Le détail des points à revoir est peut-être précisé sur la page de discussion.
- Les titres sont pré-formatés par le logiciel. Ils ne sont ni en capitales, ni en gras.
- Le texte ne doit pas être écrit en capitales (les noms de famille non plus), ni en gras, ni en italique, ni en « petit »…
- Le gras n'est utilisé que pour surligner le titre de l'article dans l'introduction, une seule fois.
- L'italique est rarement utilisé : mots en langue étrangère, titres d'œuvres, noms de bateaux, etc.
- Les citations ne sont pas en italique mais en corps de texte normal. Elles sont entourées par des guillemets français : « et ».
- Les listes à puces sont à éviter, des paragraphes rédigés étant largement préférés. Les tableaux sont à réserver à la présentation de données structurées (résultats, etc.).
- Les appels de note de bas de page (petits chiffres en exposant, introduits par l'outil «  Source ») sont à placer entre la fin de phrase et le point final[comme ça].
- Les liens internes (vers d'autres articles de Wikipédia) sont à choisir avec parcimonie. Créez des liens vers des articles approfondissant le sujet. Les termes génériques sans rapport avec le sujet sont à éviter, ainsi que les répétitions de liens vers un même terme.
- Les liens externes sont à placer uniquement dans une section « Liens externes », à la fin de l'article. Ces liens sont à choisir avec parcimonie suivant les règles définies. Si un lien sert de source à l'article, son insertion dans le texte est à faire par les notes de bas de page.
- La présentation des références doit suivre les conventions bibliographiques. Il est recommandé d'utiliser les modèles {{Ouvrage}}, {{Chapitre}}, {{Article}}, {{Lien web}} et/ou {{Bibliographie}}. Le mode d'édition visuel peut mettre en forme automatiquement les références.
- Insérer une infobox (cadre d'informations à droite) n'est pas obligatoire pour parachever la mise en page.

Pour une aide détaillée, merci de consulter Aide:Wikification.
Si vous pensez que ces points ont été résolus, vous pouvez retirer ce bandeau et améliorer la mise en forme d'un autre article.
 (janvier 2024).
 (janvier 2024).
Singles de Cain (groupe américain)
Desert Road (Christmas) Baby Please Come Home
I'm so Blessed est une chanson interprétée par le groupe country chrétien américain Cain. Aux États-Unis, la radio chrétienne reprend massivement la chanson, quatrième single du premier album du groupe, Rise Up (2021), enregistré en studio. Composée par Jonathan Smith, Logan Cain, Madison Cain, Matthew West et Taylor Cain, la chanson est produite par David Leonard, Brad King et Seth Talley.
I'm so Blessed atteint la troisième place du classement américain Hot Christian Songs.

## Contexte
Diffusée pour la première fois le 15 juillet 2022 à la radio chrétienne américaine, I'm so Blessed est le quatrième single de l'album Rise Up (2021). L'album contient aussi Rise Up (Lazarus), Yes He Can et The Commission. Le 9 septembre 2022, Cain sort une nouvelle version de I'm So Blessed mettant en vedette le rappeur Aaron Cole. Le 13 octobre 2022, le groupe sort I'm so Blessed (Best Day Remix), puis le 9 décembre 2022, I'm so Blessed (Child Of God Collection), un EP contenant six versions de la chanson originale.

## Composition
I'm so Blessed est composé dans la tonalité de Ré majeur (D). Son tempo est de 79 battements par minute et sa signature rythmique musicale est time
<br /> time
.

## Réception critique
Timothy Yap de JubileeCast a estimé que la chanson était «un peu trop égocentrique sur le plan des paroles», tout en étant finalement «sauvée par son refrain contagieux centré sur la pop». Joshua Andre de 365 Days of Inspiring Media affirme qu'il s'agit « d'un hymne d'adoration imprégné d'Évangile qui raconte essentiellement que la providence de Dieu est due à qui Il est et non à ce que nous ayons fait ou ferions un jour».

## Performances commerciales
I'm so Blessed fait ses débuts au numéro 49 du classement américain Christian Airplay le 30 juillet 2022.
I'm so Blessed a fait ses débuts au numéro 13 du classement américain Hot Christian Songs le 7 janvier 2023. C'est son meilleur classement cette semaine-là.

## Vidéos musicales
La vidéo audio officielle de I'm so Blessed est publiée sur la chaîne YouTube du groupe le 7 mai 2021. Le clip officiel de est publié le 15 juillet 2022. Le clip a été tourné à Sherman Oaks, en Californie.
Cain publie la vidéo de la performance I'm so Blessed (Best Day Remix) le 4 novembre 2022 sur YouTube. La performance avait été filmée à K-Love. Le 15 décembre 2022, Cain publie la vidéo officielle de la performance en direct de la chanson sur YouTube. Elle est ensuite diffusée le 27 janvier 2023 par Essential Worship sur la même plateforme.

## Liste des pistes
| 1. | "I'm so Blessed" (Aaron Cole Mix) | 2:55 |

| 1. | "I'm so Blessed" (Best Day Remix) | 2:55 |

| I'm so Blessed (Child of God Collection) — EP | I'm so Blessed (Child of God Collection) — EP | I'm so Blessed (Child of God Collection) — EP | I'm so Blessed (Child of God Collection) — EP | I'm so Blessed (Child of God Collection) — EP | I'm so Blessed (Child of God Collection) — EP | I'm so Blessed (Child of God Collection) — EP | I'm so Blessed (Child of God Collection) — EP | I'm so Blessed (Child of God Collection) — EP | I'm so Blessed (Child of God Collection) — EP |
| No                                            | Titre                                         | Durée                                         |                                               |                                               |                                               |                                               |                                               |                                               |                                               |
| --------------------------------------------- | --------------------------------------------- | --------------------------------------------- | --------------------------------------------- | --------------------------------------------- | --------------------------------------------- | --------------------------------------------- | --------------------------------------------- | --------------------------------------------- | --------------------------------------------- |
| 1.                                            | "I'm so Blessed" (Fan Request)                | 0:45                                          |                                               |                                               |                                               |                                               |                                               |                                               |                                               |
| 2.                                            | "I'm so Blessed" (Live)                       | 4:43                                          |                                               |                                               |                                               |                                               |                                               |                                               |                                               |
| 3.                                            | "I'm so Blessed" (Best Day Remix)             | 2:55                                          |                                               |                                               |                                               |                                               |                                               |                                               |                                               |
| 4.                                            | "I'm so Blessed" (Aaron Cole Mix)             | 2:55                                          |                                               |                                               |                                               |                                               |                                               |                                               |                                               |
| 5.                                            | "I'm so Blessed" (Sped Up)                    | 1:53                                          |                                               |                                               |                                               |                                               |                                               |                                               |                                               |
| 6.                                            | "I'm so Blessed"                              | 2:55                                          |                                               |                                               |                                               |                                               |                                               |                                               |                                               |
| 16:08                                         |                                               |                                               |                                               |                                               |                                               |                                               |                                               |                                               |                                               |

## Hit-parade
| Classement (2022–2023)                   | Position maximale |
| ---------------------------------------- | ----------------- |
| Etats-Unis Christian Songs (Billboard)   | 3                 |
| Etats-Unis Christian Airplay (Billboard) | 8                 |
| Etats-Unis Christian AC (Billboard)      | 7                 |

| Classement (2022)                                                        | Position |
| ------------------------------------------------------------------------ | -------- |
| Ventes de chansons numériques chrétiennes aux États-Unis (« Billboard ») | 44       |

## Historique des versions
| Région     | Date             | Version        | Format                             | Label                 | Ref.   |
| ---------- | ---------------- | -------------- | ---------------------------------- | --------------------- | ------ |
| États-Unis | 15 juillet 2022  | Album          | Radio chrétienne                   | Provident Label Group | [ 20 ] |
| Divers     | 9 septembre 2022 | Aaron Cole Mix | Téléchargement numérique streaming | Provident Label Group | [ 21 ] |
| Divers     | 13 octobre 2022  | Best Day Remix | Téléchargement numérique streaming | Provident Label Group | [ 22 ] |
| Divers     | 9 décembre 2022  | EP             | Téléchargement numérique streaming | Provident Label Group | [ 23 ] |